# Governatorato di Buhayra
Il governatorato di Buḥayra (in arabo محافظة البحيرة ‎?, Muḥāfaẓat al-Buḥayra) è uno dei governatorati dell'Egitto. Si trova nella regione nordoccidentale del delta del Nilo a circa 135 km dal Cairo. Il suo capoluogo è Damanhūr. Con una popolazione di circa 4,7 milioni di abitanti è uno dei governatorati più popolosi.
Il territorio è pianeggiante e si affaccia a nord sul Mar Mediterraneo nella zona della baia di Abukir, è limitato a est dal ramo di Rosetta del Nilo e a ovest dal canale Nūbāriyya. Nella parte settentrionale si trova il lago salmastro di Idku e nella parte nord occidentale confina con il lago Maryut. La ferrovia Cairo-Alessandria attraversa il territorio in senso trasversale passando per i centri di Damanhūr e Kafr el-Dawār.
Le principali risorse economiche della regione sono l'agricoltura (cotone e cereali), la pesca e l'estrazione di soda dal lago Maryūt.
Altri luoghi importanti della regione sono:
- la città di Rosetta, famosa per la stele omonima;
- la valle di Wadi el-Naṭrūn con i monasteri copti ancora attivi;
- la città industriale di Kafr el-Dawār;
- le città di Idku, Kafr Silīm e Kafr al-Zayyāt